# Memoriale delle vittime della deportazione del 1944
Il memoriale delle vittime della deportazione del 1944 era un monumento ceceno situato nel centro di Groznyj, capitale della Cecenia, dedicato alla memoria delle vittime della deportazione forzata dei ceceni verso l'Asia centrale, perpetrata dal regime staliniano durante la seconda guerra mondiale.
Parzialmente distrutto sotto i bombardamenti dell'esercito russo nel periodo 1994-1996 e 1999-2000, il complesso commemorativo venne nuovamente devastato nel corso di un tentativo di demolizione portato avanti dalle autorità nel 2008. All'epoca, le proteste di cittadini e sostenitori dei diritti umani salvarono il monumento dalla demolizione completa.
Nel febbraio 2014, su ordine del governo Kadyrov, il memoriale venne definitivamente smantellato poco prima del settantesimo anniversario della deportazione. Alcune lapidi che costituivano una parte integrante del monumento furono trasferite sulla piazza intitolata ad Achmat Kadyrov e poste a fianco delle stele di granito che commemorano le perdite subite dal potere locale filorusso.

## Storia
Il monumento, progettato dallo scultore Darchi Khasakhanov, fu inaugurato nel 1992 da Džochar Dudaev, il primo presidente della repubblica secessionista di Ichkeria, in seguito a una campagna di opinione pubblica portata avanti da movimenti e organizzazioni; la popolazione partecipò attivamente alla realizzazione del memoriale, recuperando le tradizionali lapidi che, in seguito alla deportazione, erano state largamente utilizzate come materiali edili dai coloni sovietici.
Nel 2008, il memoriale subì un primo tentativo di smantellamento da parte delle autorità governative pro-russe; l'ufficio stampa di Ramzan Kadyrov giustificò la decisione citando la posizione poco comoda del monumento e l'intenzione di costruirne uno nuovo alla periferia di Groznyj, suscitando tuttavia la forte disapprovazione della popolazione e il sospetto che le vere ragioni dello spostamento fossero, da una parte, il desiderio di compiere un gesto politicamente gradito a Mosca e, dall'altra, le mire degli immobiliaristi sul terreno dove sorgeva il memoriale.
Un altro tentativo di rimozione avvenne del 2014, stavolta con successo, in un contesto di generale silenzio istituzionale sulla commemorazione delle deportazioni; anche la reazione pubblica allo smantellamento del memoriale fu molto più ridotta rispetto al 2008. Il governo dichiarò nuovamente che il memoriale era stato rimosso a causa della vendita del terreno a un imprenditore, mentre parte delle lapidi vennero ricollocate accanto a un altro monumento in piazza Achmat Kadyrov, dedicato ai caduti delle forze di sicurezza pro-russe; queste lapidi vennero lasciate prive di elementi di contestualizzazione riguardo la diversa origine e funzione rispetto alla loro nuova collocazione.

## Descrizione
Il monumento era situato nel centro cittadino e consisteva in un piccolo cimitero simbolico, composto da lapidi di varia provienienza e circondato su due lati da muri di mattoni, uno dei quali recante la scritta in lingua cecena: "Non piangeremo! Non ci piegheremo! Non dimenticheremo!". La scultura di una mano con una spada stretta in pugno emergeva dal centro del monumento, composto da frammenti di lapidi. Davanti a questa scultura centrale, si trovava anche un leggio di marmo che rappresentava il Corano aperto.